# São Cristóvão de Nogueira

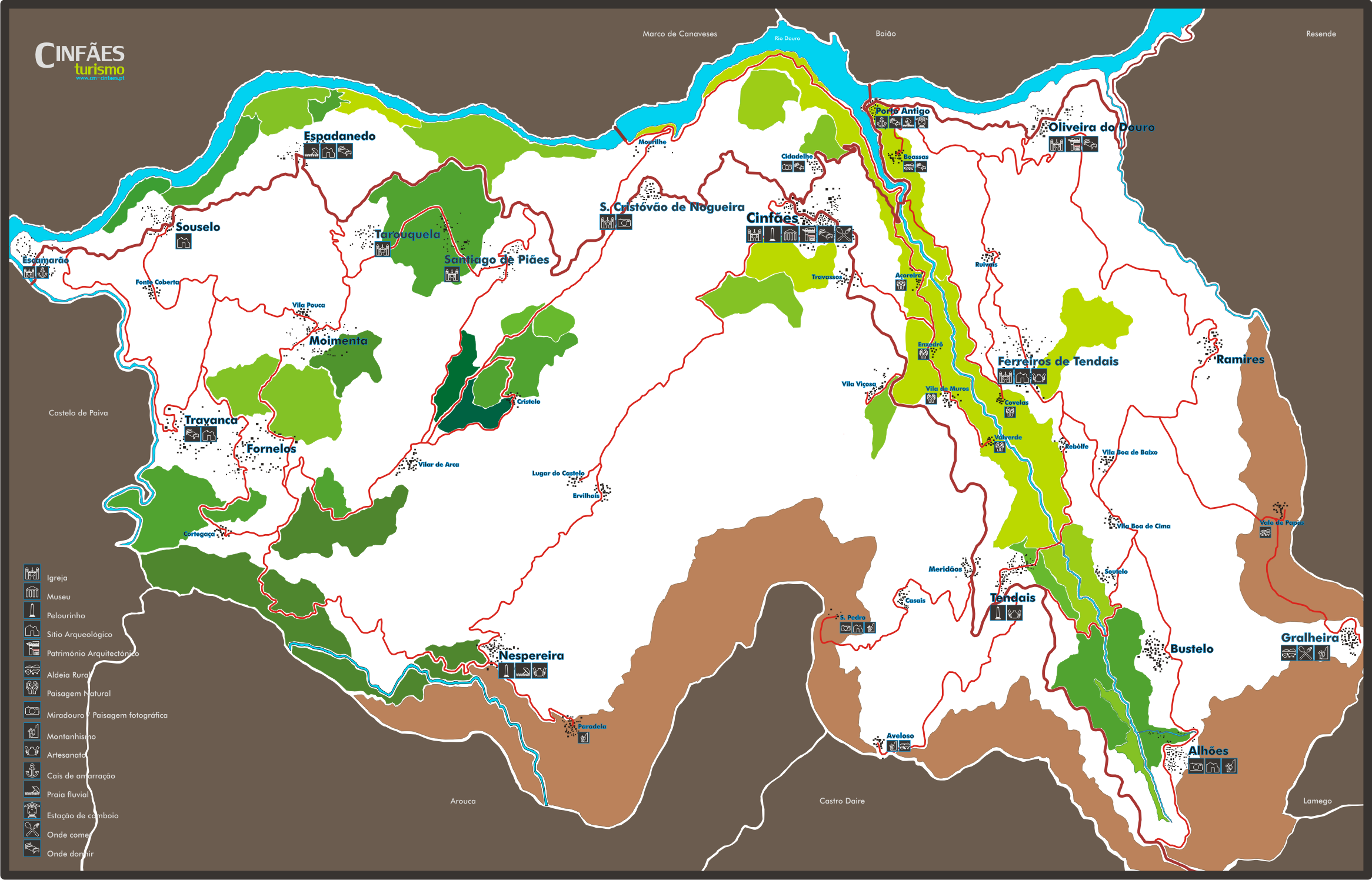
Mapa turístico do concelho de Cinfães indicando a localização da freguesia de São Cristóvão de Nogueira

São Cristóvão de Nogueira é uma povoação portuguesa sede da Freguesia de São Cristóvão de Nogueira do Município de Cinfães, freguesiacom 18,15 km² de área e 1638 habitantes (censo de 2021), tendo, por isso, uma densidade populacional de 90,2 hab./km².
Foi vila e sede de concelho até ao início do século XIX. Este era constituído apenas pela freguesia da sede e tinha, em 1801, 2139 habitantes.
Sede do antigo Morgadio de Velude, possui igrejas românicas de grande valor e casas históricas, como a Casa da Quintã (propriedade de uma família descendente de El-Rei D. Fernando I).

## História
É difícil encontrar sinais da passagem do homem do paleolítico e da sua cultura, bem como da idade do ferro. Contudo, desta última há alguns elementos que a caracterizam, como é o caso dos povoados castrejos, espalhados pelo Montemuro. O castro de São Paio é uma marca da existência de povos que se dedicaram á pecuária (criação de gado caprino e ovino) e à agricultura de subsistência (cevada e centeio). A criação de gado bovino encontra-se comprovada numa inscrição (depositada na Câmara Municipal de Cinfães) que mostra a cabeça de um bovino. Não faltam topónimos a documentar castros pré-históricos como “Castelo”, “Cristelo” e “São Paio”. Este ainda habitado no primeiro período da Monarquia.
O território cinfanense provavelmente devia estar sob a influência dos Paesuri. Na época de Augusto o concelho é integrado nesta “civitas”. O processo de romanização das populações autóctones fazia-se através dos contactos com o exército romano, mas também pela inserção de cidadãos romanos nos próprios aglomerados populacionais. Assim terá acontecido em São Paio onde o povoado se desenvolveu em torno do maciço rochoso ocupando uma vasta área. Os vestígios das muralhas e os achados ali encontrados são marca da presença dos romanos, como, por exemplo, uma inscrição e diferentes moedas (uma de oiro) marcam a presença romana.
O rio Douro foi um veículo para as tropas árabes fazerem a conquista desta região, aproveitando, também, as vias e pontes romanas. Os topónimos de origem árabe existentes em dois locais da freguesia poderão ser uma marca da sua presença: Algereu (az- zurub - “cano de água”) e Mourilhe (Mouril – os mais antigos). Aliás, a Igreja de São Cristóvão está ligada a uma lenda de “mouros”: a população autóctone diz que “os mouros”, que vêem como gigantes de força sobre-humana, transplantaram, em uma só noite, esta igreja, desde os designados “campos de Nogueira” para a localização atual.
A reorganização do território, no segundo fuso do século XI, deve-se a Fernando o Magno que fez a conquista dos Castelos desta região. Começam a estruturar-se os lugares e as paróquias. O culto cristão pré-nacional está presente na invocação de antigos mártires, como exemplo o padroeiro São Cristóvão e São Lourenço (em Vilar). A paróquia é de constituição anterior ao século XIII e o lugar dito Igreja era o propriamente chamado Nogueira, topónimo que hoje tem apenas a realidade de designativo da freguesia. A partir da década de 1060 surgem quatro terras: Sancto Felici (Sanfins), Sancto Salvator (S. Salvador), Tendades (Tendais) e Ferrarios (Ferreiros), dotadas de administração própria e tendo por sede um castelo.
No referente à terra de São Salvador, esta encontrava-se no espaço que hoje constitui a freguesia de São Cristóvão de Nogueira (embora a excedesse – espaço entre o rio Douro e as ribeiras de Piães e de Bestança) e identifica-se com a referência ao termo de Nogueira, já que nas Inquirições de 1258 aparece-nos o julgado de Sancti Salvatoris de Nogueyra (que compreendia as freguesias de São Cristóvão e de Cinfães). O poder era exercido por um tenens (tenente) que aí detinha o poder judicial, militar e administrativo que, em regra, eram delegados pelo próprio rei.
As inquirições de 1258 referem-se, ainda, a haveres da Igreja de São Cristóvão de Nogueira, e algumas vezes a um mosteiro de São Cristóvão de Nogueira, ainda existente em pleno século XIII: “homini monasterii Sancti Christofori do Nogaria” (respetivo a Valbom). Contudo, não há documentos comprovativos nem sobre o mosteiro nem sobre a sua fundação e regra. Contudo, como Nogueira era honra de fidalgos da estirpe dos gascos e igreja foi “própria” deles, é a essa estirpe (a que pertenceram Egas Moniz e Mem Moniz), que deve interpretar-se a fundação deste mosteiro que deve ter-se tornado em colegiada.
Eclesiasticamente constituía reitoria da apresentação da coroa, embora episodicamente tivesse cedido esse direito a Santa Cruz de Coimbra, na primeira metade do século XVI. No foral do concelho, passado a 1 de Setembro de 1513, D. Manuel procedeu a novas inquirições e concluiu serem os foreiros dos reguengos de el-rei obrigados a transportar os foros ao celeiro e à adega do senhorio e que a lustosa era obrigatória em todos os lugares. A pedido de D. João III, o papa Clemente III, em reescrito de 12 de Julho de 1527, declarou a criação da comenda de São Cristóvão até 1834. Contudo, o antigo concelho, que possuía juiz ordinário, vereadores, escrivão da Câmara e três escrivães do público, não abrangia toda a freguesia, pois os lugares à direita do rio Sampaio (designado de Sonoso), integravam o concelho de Cinfães. Tinha em 1881, 2.139 habitantes.
Nos meados do século XVIII quem auferia os rendimentos era o conde de Calveias, para nos fins do século ser já reitoria da Mitra de Lamego. Por decreto de 24 de Outubro de 1855 é o concelho anexado ao de Cinfães.

## Demografia
A população registada nos censos foi:
| Distribuição da População por Grupos Etários | Distribuição da População por Grupos Etários | Distribuição da População por Grupos Etários | Distribuição da População por Grupos Etários | Distribuição da População por Grupos Etários |
| -------------------------------------------- | -------------------------------------------- | -------------------------------------------- | -------------------------------------------- | -------------------------------------------- |
| Ano                                          | 0-14 Anos                                    | 15-24 Anos                                   | 25-64 Anos                                   | > 65 Anos                                    |
| 2001                                         | 410                                          | 383                                          | 1034                                         | 388                                          |
| 2011                                         | 305                                          | 232                                          | 1040                                         | 353                                          |
| 2021                                         | 203                                          | 168                                          | 881                                          | 386                                          |

## Património

### Igreja de São Cristóvão de Nogueira
A Igreja de São Cristóvão de Nogueira, tardo-românica é mencionada nas memórias paroquiais de 1748, nada de empírico se conhecendo em data anterior. Com traça de raiz e origens medievais, este templo foi reformado nos períodos maneirista e barroco. É composto por nave única com coro alto e capela-mor, mais baixa e estreita, e tem uma torre com pináculos e coruchéu. À boa maneira medieval, apresenta muros espessos e poucas aberturas de luz, portais e arcos apontados assentes em impostas salientes com arquivoltas ornadas por esfera e cachorradas, e modilhões de decoração antropomórfica e zoomórfica. No interior da cabeceira há vestígios de uma construção anterior, desaparecida com a reedificação da capela-mor no século XVIII, e no muro do alçado norte está embutido um friso de decoração geométrica - possivelmente da igreja primitiva que lhe deu origem. No exterior, junto ao portal sul, está um cruzeiro. No interior, podem admirar-se tetos de caixotões de madeira com cenas hagiográficas e altares de talha dourada dos estilos nacionais e rococó.
A Igreja de São Cristóvão de Nogueira é Um dos monumentos integrantes da Rota do Românico

## Locais de Interesse

### Parque de Merendas do Rio Sampaio
Parque de lazer com percurso pedestre situado em São Cristóvão de Nogueira junto à foz do ribeiro Sampaio próximo do rio Douro da Barragem do Carrapatelo construído entre 1997-1999.

### Barragem do Carrapatelo

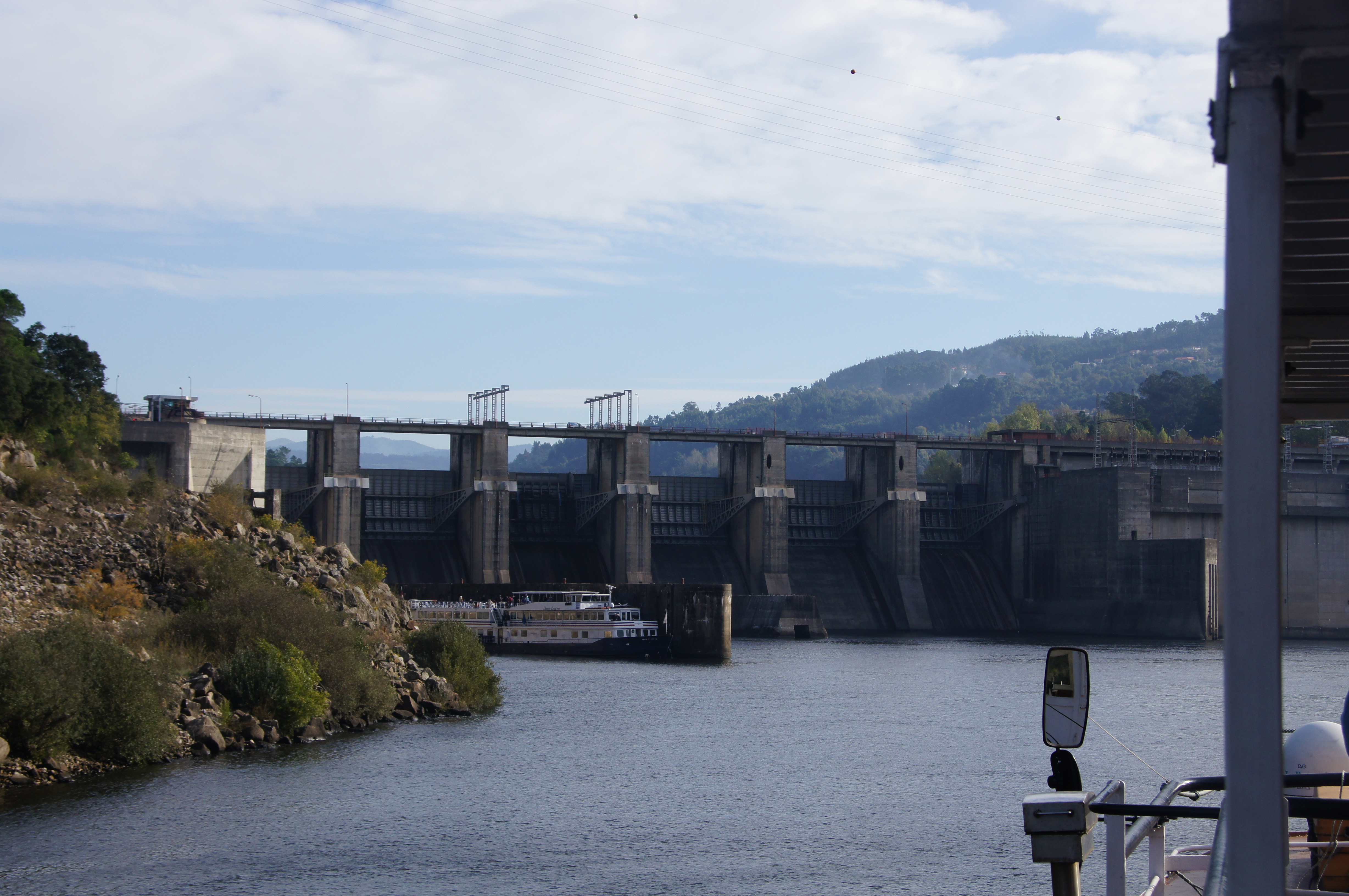
Barragem do Carrapatelo

A Barragem do Carrapatelo está localizada no Rio Douro, na fronteira dos distritos do Porto, e Viseu, respetivamente nos municípios de Marco de Canaveses e Cinfães, em Portugal. A construção da Barragem do Carrapatelo foi iniciada em 1965 e terminada em 1972. Inaugurada a 18 de Junho de 1972 pelo então presidente da república, Almirante Américo Thomaz, foi o primeiro empreendimento hidroelétrico a ser construído no troço nacional do rio Douro e é, dos cinco aproveitamentos do Douro Nacional, o que dispõe de maior queda, 36,0 m.

## Eventos

### Festa de São Cristóvão
A Festa em honra de São Cristóvão realiza-se no dia 25 de Julho, ou no domingo mais próximo desse mesmo dia. A cada ano que passa, esta festividade popular atrai a São Cristóvão de Nogueira milhares de pessoas, para assistir ao certame. Do programa religioso fazem parte o sermão e a majestosa procissão, constituída por andores e figurantes, sempre acompanhada por uma fanfarra ou banda de música. A animação cultural também é rica e diversificada, com muitos concertos e magníficos espetáculos de fogo de artifício.